# Hiram Fong
Hiram Leong Fong, meglio noto come Hiram Fong (Honolulu, 15 ottobre 1906 – Kahaluu, 18 agosto 2004), è stato un politico statunitense.

## Biografia
È stato, insieme al Democratico Oren E. Long, uno dei due primi Senatori degli Stati Uniti per le Hawaii. Allo stato attuale, è l'unico esponente del Partito Repubblicano ad aver ricoperto la carica di Senatore degli Stati Uniti per le Hawaii.